# Dodge Avenger (JS)

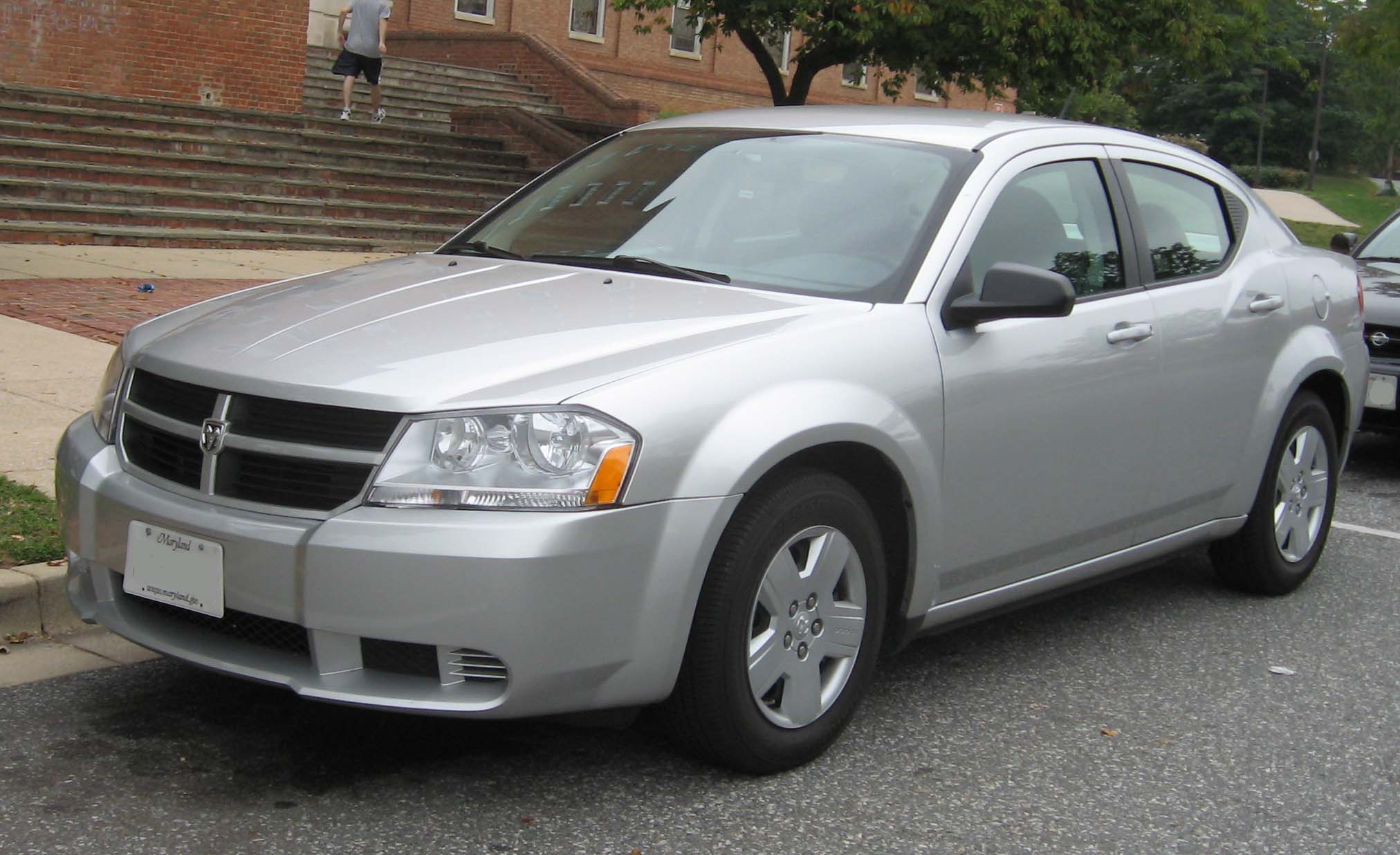
Dodge Avenger del 2008

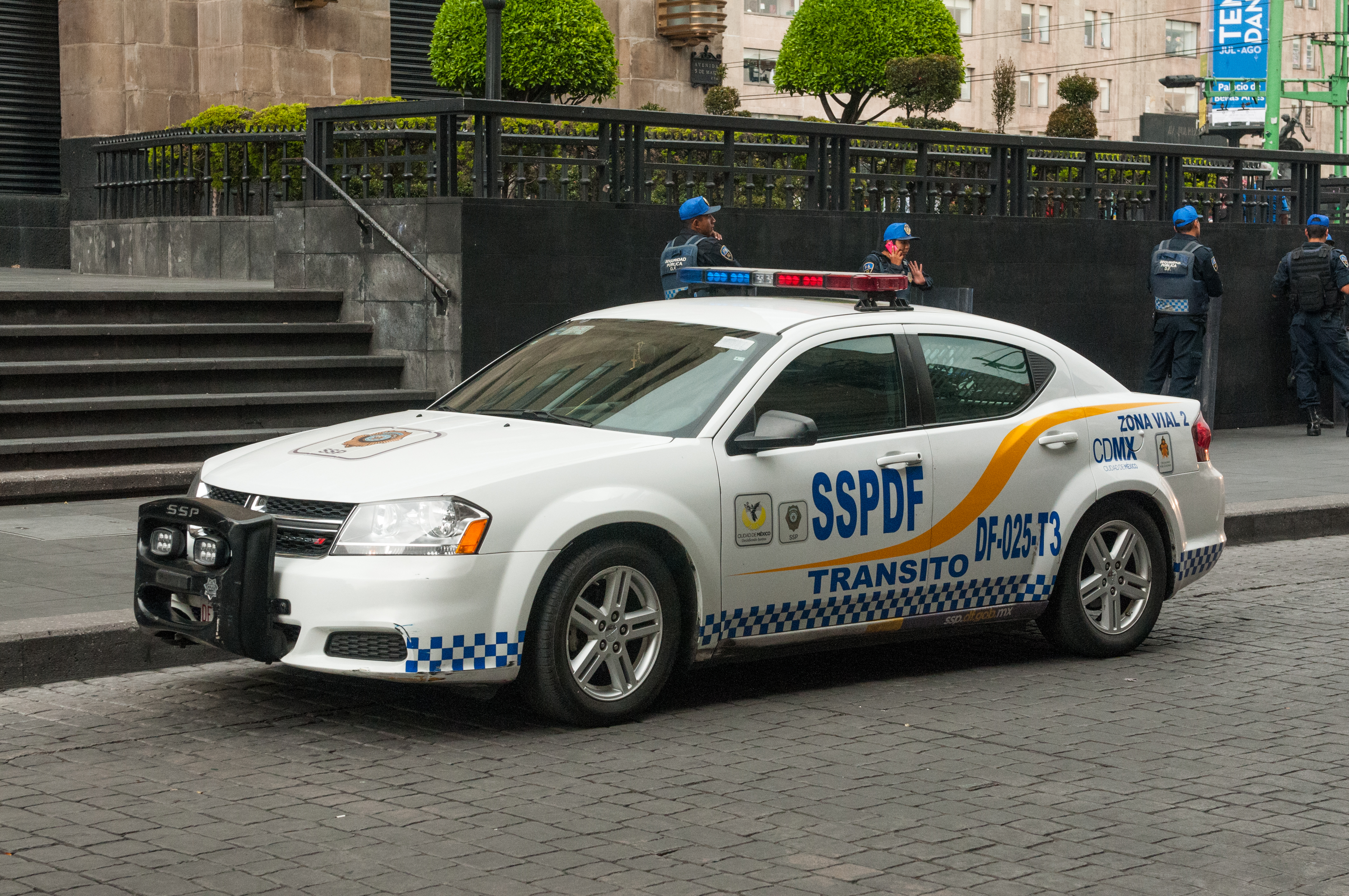
Dodge Avenger (Mexico 2015)

El Dodge Avenger és un vehicle de tipus mid-size fabricat per Chrysler LLC i venut sota la marca Dodge des del febrer de 2008 com a model 2008. Substitueix al Dodge Stratus, que curiosament la versió coupe d'aquest model (el Stratus Coupe) va substituir l'original Dodge Avenger l'any 2001.
Es fabrica a la planta de Sterling Heights, Michigan, EUA. Rivals del Avenger són el Saturn Aura, Chevrolet Malibu, Ford Fusion i Nissan Altima, entre d'altres.

## Història
Construït sota la plataforma JS de Chrysler, té un aspecte que recorda força al Dodge Charger, presenta unes línies força diferents respecte del seu antecessor, amb formes més musculoses (part posterior), llantes de major mida i un aleró posterior; les versions R/T equipen doble sortida cromada. El seu coeficient aerodinàmic no és gaire alt a causa de la seva gran superfície (0,33). L'autor del disseny del Avenger és el mateix que el del Dodge Journey: Ryan Nagode. El disseny interior ha estat obra de Ben S. Chang.

## Informació general

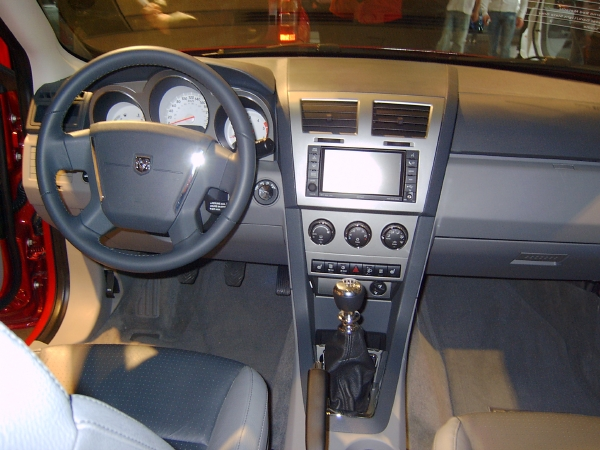
Interior d'un Dodge Avenger CRD (turbodiesel) 2008

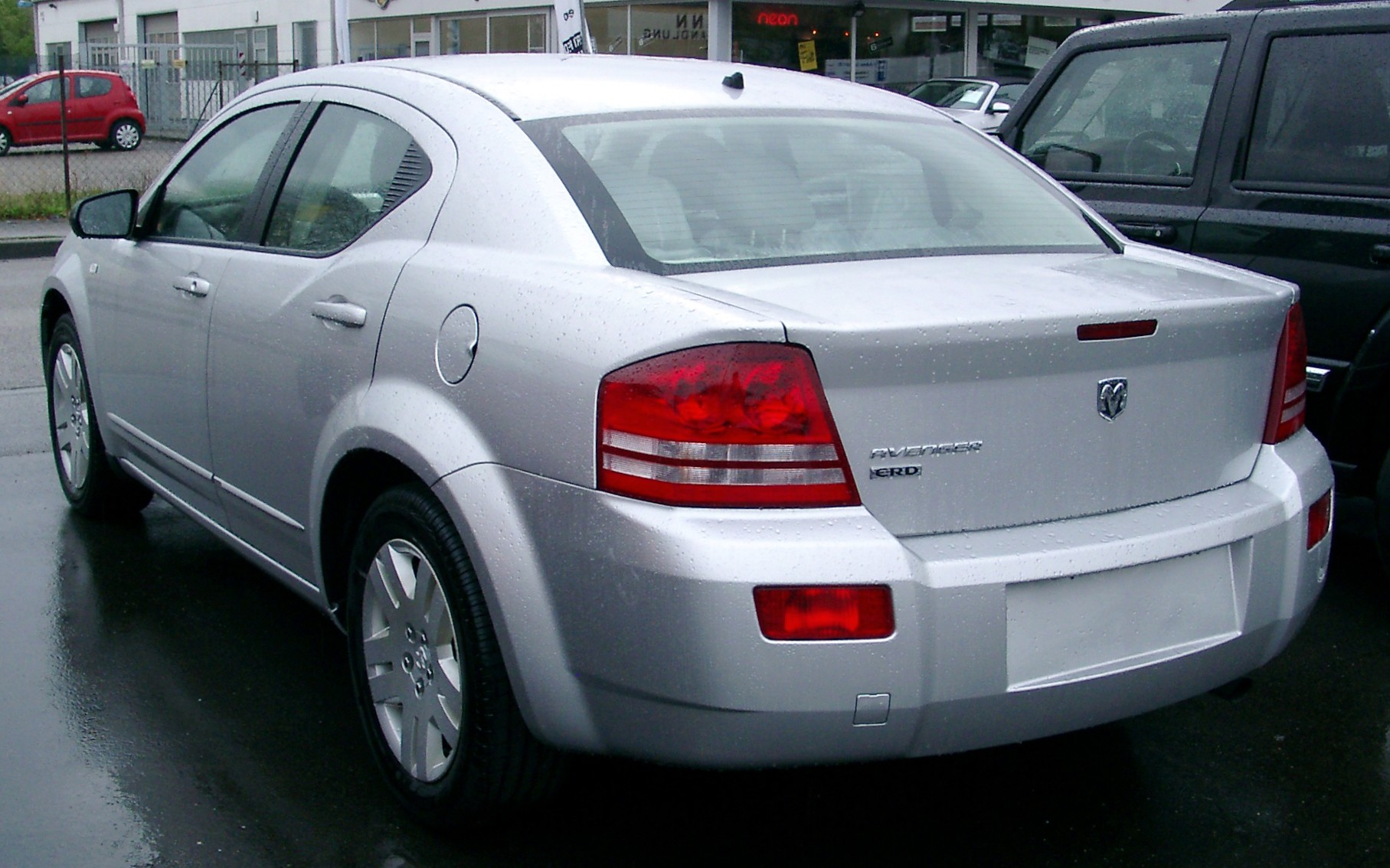
Posterior d'un Dodge Avenger CRD (turbodiesel) 2008

Disponible únicament amb carrosseria sedan de 4 portes, el Avenger s'ofereix en 4 paquets d'equipament: SE, SXT, R/T i RT/AWD. També pot elegir-se amb tracció davantera o tracció integral (paquet R/T AWD).
Mides del Avenger:
Batalla (Wheelbase): 2,766 m (108.9 in)
Llargada (Length): 4,849 m (190.9 in)
Amplada (Width): 1,824 m (71.8 in)
Alçada (Height): 1,496 m (58.9 in)
Capacitat del dipòsit: 77 l (20.5 galons EUA)
Pes (Curb Weight): 1722 kg (3796 lbs, model SE)
Mecànicament s'ofereix en 3 motors (encara que s'ofereix un 2.0 Global Engine L4, és ofert en altres mercats, igual que la versió dièsel, un 2.0 TDI PD de Volskwagen que desenvolupa 140 cv i 310 N·m, que no s'oferirà a nord-amèrica (els 2.0L i 2.0 TDI s'ofereixen a Europa, i els 2.0L i 2.4L s'ofereix a Mèxic). Sobre les transmissions, equipa 2 automàtiques del fabricant Ultradrive: de 4 velocitats 40TES/41TES, i de 6 velocitats 62TE. Pel mercat europeu a més s'afegeix una transmissió manual de 6 velocitats.
| Any             | Motor                        | Potència | Torsió  | Paquet       |
| --------------- | ---------------------------- | -------- | ------- | ------------ |
| 2009-actualitat | 2.4 L Global Engine 2.4 L4   | 173 cv   | 225 N·m | SE           |
| 2009-actualitat | 2.7 L Motor LH V6            | 189 cv   | 256 N·m | SE, SXT      |
| 2009-actualitat | 3.5 L Motor Chrysler SOHC V6 | 235 cv   | 314 N·m | R/T, R/T AWD |

### Seguretat
Per part del Insurance Institute for Highway Security IIHS,
- El Dodge Avenger SXT 2.4L del 2008 va obtenir la qualificació de "good" en els tests de xoc frontal i lateral.

Per part de la National Highway Traffic Safety Administration NHTSA,
- Atorga 5 estrelles al Dodge Avenger del 2009 en xoc frontal i 5 estrelles en el lateral passatger (amb una incidència: la porta del conductor es va obrir, augmentant la possibilitat de poder sortir disparat) i 4 estrelles en el lateral al conductor. La protecció anti-volteig (rollover) és de 4 estrelles.